# Gand-Wevelgem 1970
La Gand-Wevelgem 1970, trentaduesima edizione della corsa, si svolse il 31 marzo su un percorso di 233 km, con partenza a Gand e arrivo a Wevelgem. Fu vinta dal belga Eddy Merckx della Faemino-Faema davanti ai suoi connazionali Willy Vekemans e Walter Godefroot.

## Ordine d'arrivo (Top 10)
| Pos. | Corridore           | Squadra             | Tempo    |
| ---- | ------------------- | ------------------- | -------- |
| 1    | Eddy Merckx         | Faemino-Faema       | 5h47'50" |
| 2    | Willy Vekemans      | Hertekamp-Magniflex | a 10"    |
| 3    | Walter Godefroot    | Salvarani           | s.t.     |
| 4    | Roger Rosiers       | Bic                 | s.t.     |
| 5    | Patrick Sercu       | Dreher              | s.t.     |
| 6    | Julien Stevens      | Faemino-Faema       | s.t.     |
| 7    | Jan Janssen         | Bic                 | s.t.     |
| 8    | Jean-Pierre Monseré | Flandria-Mars       | s.t.     |
| 9    | Georges Claes jr    | Hertekamp-Magniflex | s.t.     |
| 10   | Felice Gimondi      | Salvarani           | a 25"    |